# Rittman
Rittman ist eine City in den Countys Medina und Wayne im amerikanischen Bundesstaat Ohio, etwa 70 km südlich von Cleveland. Die Stadt gehört offiziell zum County Wayne. Das U.S. Census Bureau ermittelte bei der Volkszählung 2020 eine Einwohnerzahl von 6131.
In Rittman befindet sich der im Jahr 2000 eröffnete Militärfriedhof Ohio Western Reserve National Cemetery, der zu den United States National Cemetery gehört.

## Geographie und Verkehr
Rittman liegt an der Ohio State Route 57, auf der man die Interstate 76 in ungefähr 8 Kilometer Distanz erreichen kann. Auch die Interstate 77 und die Interstate 71 liegen im Umkreis von 8 Kilometern Luftlinie. 
Die Akron Barberton Cluster Railway zwischen Akron und Barberton erreicht über die wiederhergestellten Geleise der ehemaligen Erie Railroad von Barberton aus Rittman. 
Cleveland Hopkins International Airport (IATA-Code CLE) und der Akron-Canton Regional Airport (IATA-Code CAK) sind von Rittman aus auf den Autobahnen binnen 45 Minuten bzw. 30 Minuten zu erreichen. Nach nur fünf Minuten Fahrt auf der State Route 57 erreicht man den Wadsworth Municipal Airport, auf dem Privatflugzeuge landen können. 